# NGC 3177
NGC 3177 est une galaxie spirale située dans la constellation du Lion. NGC 3177 a été découverte par l'astronome germano-britannique William Herschel en 1784.

## Caractéristiques
Sa vitesse par rapport au fond diffus cosmologique est de 1 627 ± 22 km/s, ce qui correspond à une distance de Hubble de 24,0 ± 1,7 Mpc (∼78,3 millions d'al).
La classe de luminosité de NGC 3177 est II et elle présente une large raie HI. Elle renferme également des régions d'hydrogène ionisé. La luminosité de la galaxie NGC 3177 dans l'infrarouge lointain (de 40 à 400 µm)  est égale à 1,12 × 1010 {\displaystyle L_{\odot }} (1010,05{\displaystyle L_{\odot }}) et sa luminosité totale dans l'infrarouge (de 8 à 1 000 µm) est de 1,58 × 1010 {\displaystyle L_{\odot }} (1010,20{\displaystyle L_{\odot }}).
Selon la base de données Simbad, NGC 3177 est une galaxie à noyau actif.
À ce jour, neuf mesures non basées sur le décalage vers le rouge (redshift) donnent une distance de 27,722 ± 4,581 Mpc (∼90,4 millions d'al), ce qui est à l'intérieur des valeurs de la distance de Hubble.

## Supernova
La supernova SN 1947A a été découverte dans NGC 3177 le 5 mars 1947 par Edwin Hubble. Le type de cette supernova n'a pas été déterminé.

## Groupe de NGC 3227
NGC 3177 fait partie du groupe de NGC 3227. En plus de NGC 3177 et de NGC 3227, ce groupe comprend au moins 16 autres galaxies dont NGC 3162, NGC 3185, NGC 3187, NGC 3190, NGC 3193, NGC 3213, NGC 3226, NGC 3227, NGC 3287 et NGC 3301.